# Honorat Riu i Tord
Honorat Riu i Tord (Sant Hipòlit de la Salanca, 1586 — Perpinyà, 24 de setembre del 1644) va ser un jesuïta i escriptor rossellonès.

## Biografia
Era hereu d'un burgès honrat de Perpinyà, i nebot de l'escuder Marc Antoni Forner, assassinat al castell de Salses pel prior Hernando de Toledo, lloctinent del capità general de Catalunya. El 30 de juny del 1599 les Corts de Barcelona estudiaren el cas; en renunciar Riu a tota acció posterior, acordaren la concessió de 800 lliures per a misses per l'ànima del difunt i sol·licitaren al rei la concessió d'un títol de noblesa per a Riu. Honorat Riu, però, el 1605 abandonà la vida seglar -i un ric patrimoni-, per entrar a la companyia de Jesús. Fou autor de diverses obres ascètiques i, a requesta del bisbe d'Elna Francisco López de Mendoza, publicà el 1629 un catecisme.
Entre el 1638 i el 1643 predicà arreu del Rosselló amb una clara voluntat castellanitzant. El 1644 va ser nomenat inquisidor del Sant Ofici per al Rosselló; morí al mateix any i fou inhumat sota l'altar de sant Ignasi de l'església del col·legi de Sant Llorenç de Perpinyà.

## Obres
- Catecisme 1629
- De la Santa Confessio, debellacio de sos contraris y vtilitats grans en frequentarla Barcelona: Iaume Matevat, 1643
- Epitome utilissimo de la contricion, su declaracion, motivos y medios para alcanzarla Barcelona: Gabriel Nogués, 1636 (reimpresa, Barcelona: Jayme Osset, 1768)
- Tratado del valor y fruto de la Santa Missa
- Tratados del purgatorio, de la eternidad, de las indulgencias
- Remedios espirituales para conservar la castidad
- Sermo de la confessio general y de sa necessitat y vtilitats: ab lo modo de prepararla y platicarla, que en la Quaresma de l'any 1643 en la parrochia de santa Maria de la Mar [de Barcelona, va predicar...] Barcelona: Iaume Matevat, 1643
- Vida de San Honorato, capítol del Flos sanctorum de las vidas de los santos de Pedro de Rivadeneyra 1599-1601